# Église de la Sainte-Trinité (Oulan-Bator)
Pour les articles homonymes, voir Église de la Sainte-Trinité.
L'église de la Sainte-Trinité (en mongol : Гэгээн Троицкийн сүм) est une église orthodoxe russe d'Oulan-Bator, la capitale de la Mongolie.